# Goesan-gun
Goesan es un condado en Chungcheong del Norte, Corea del Sur.

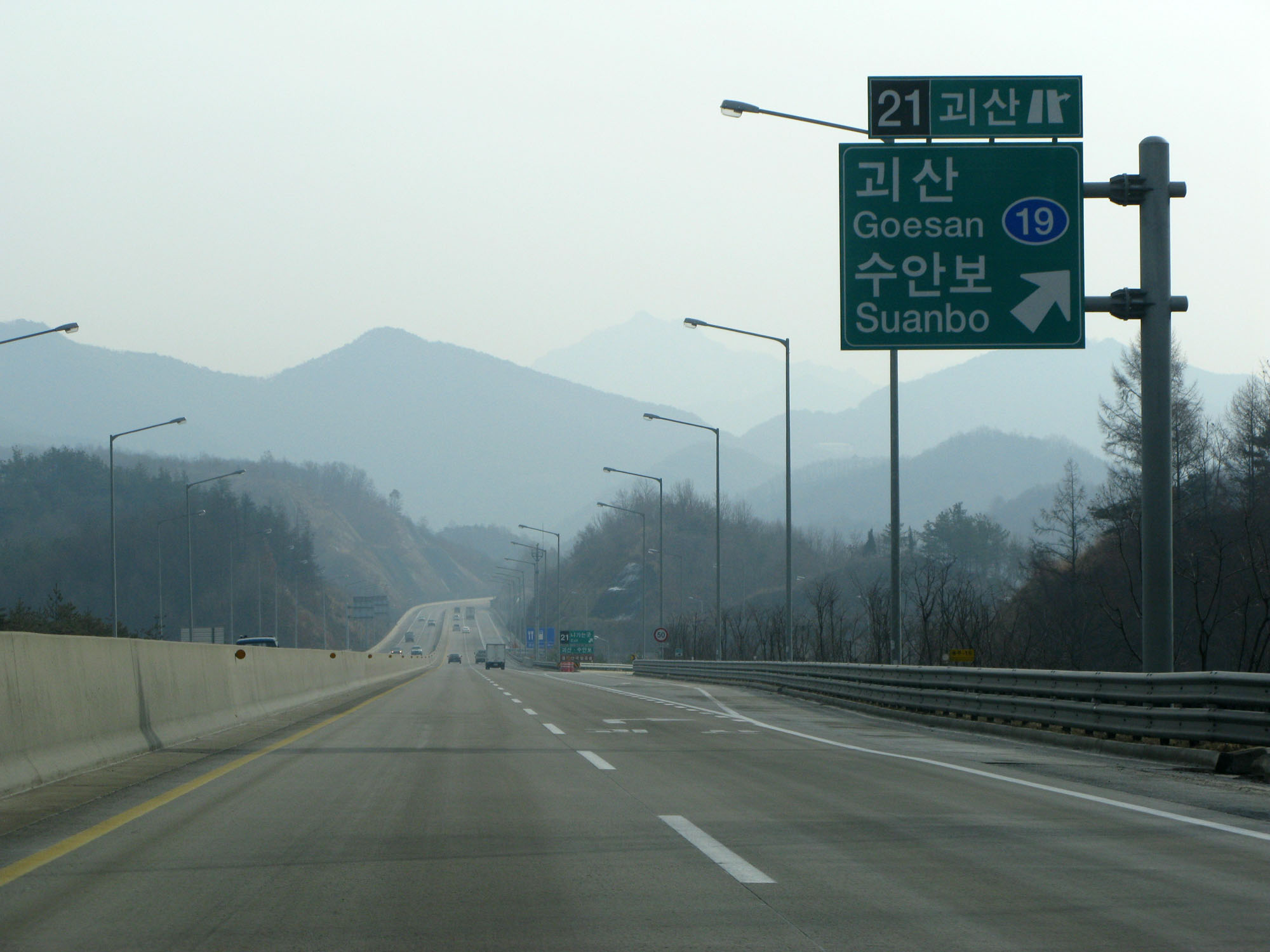
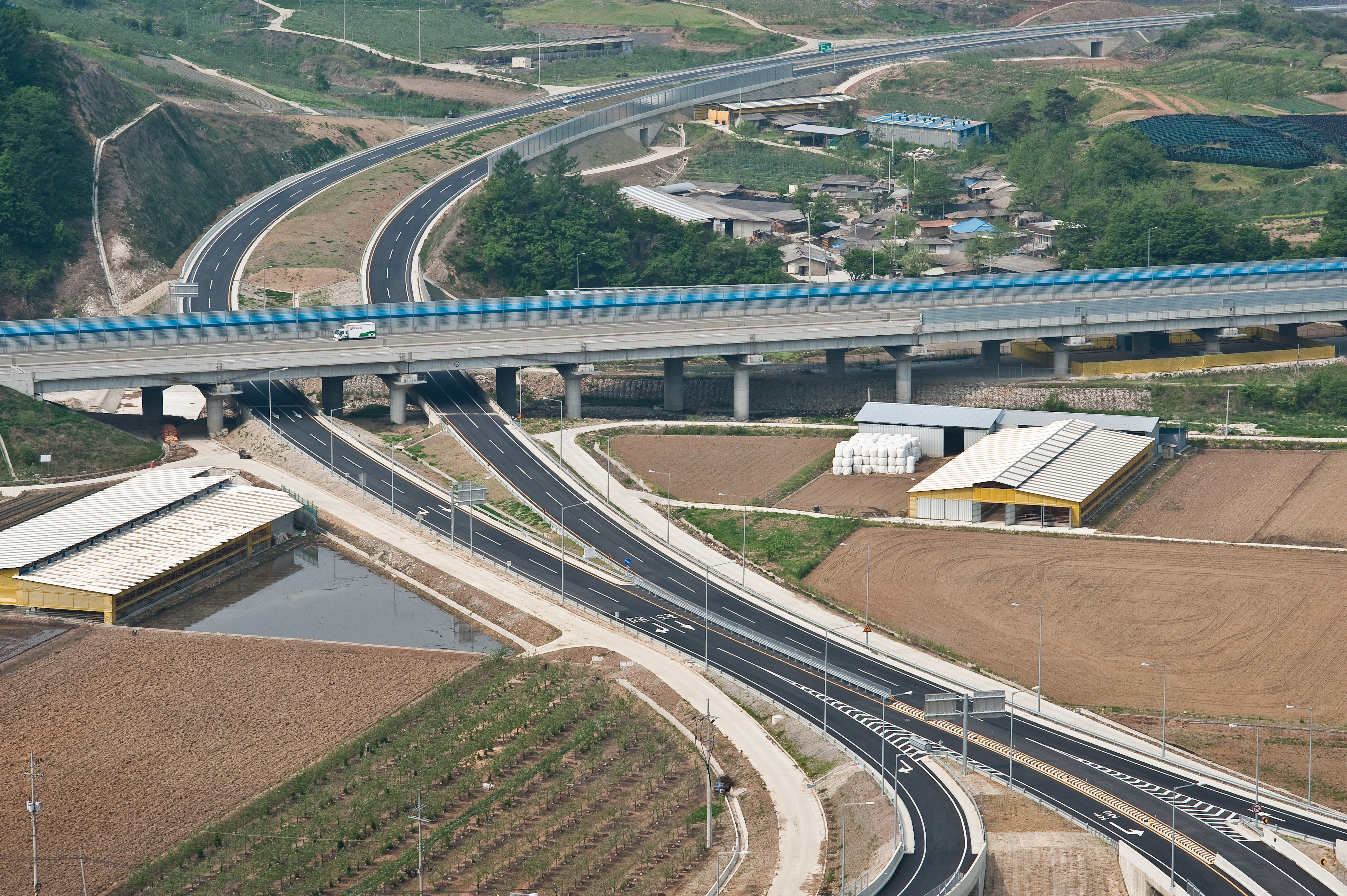
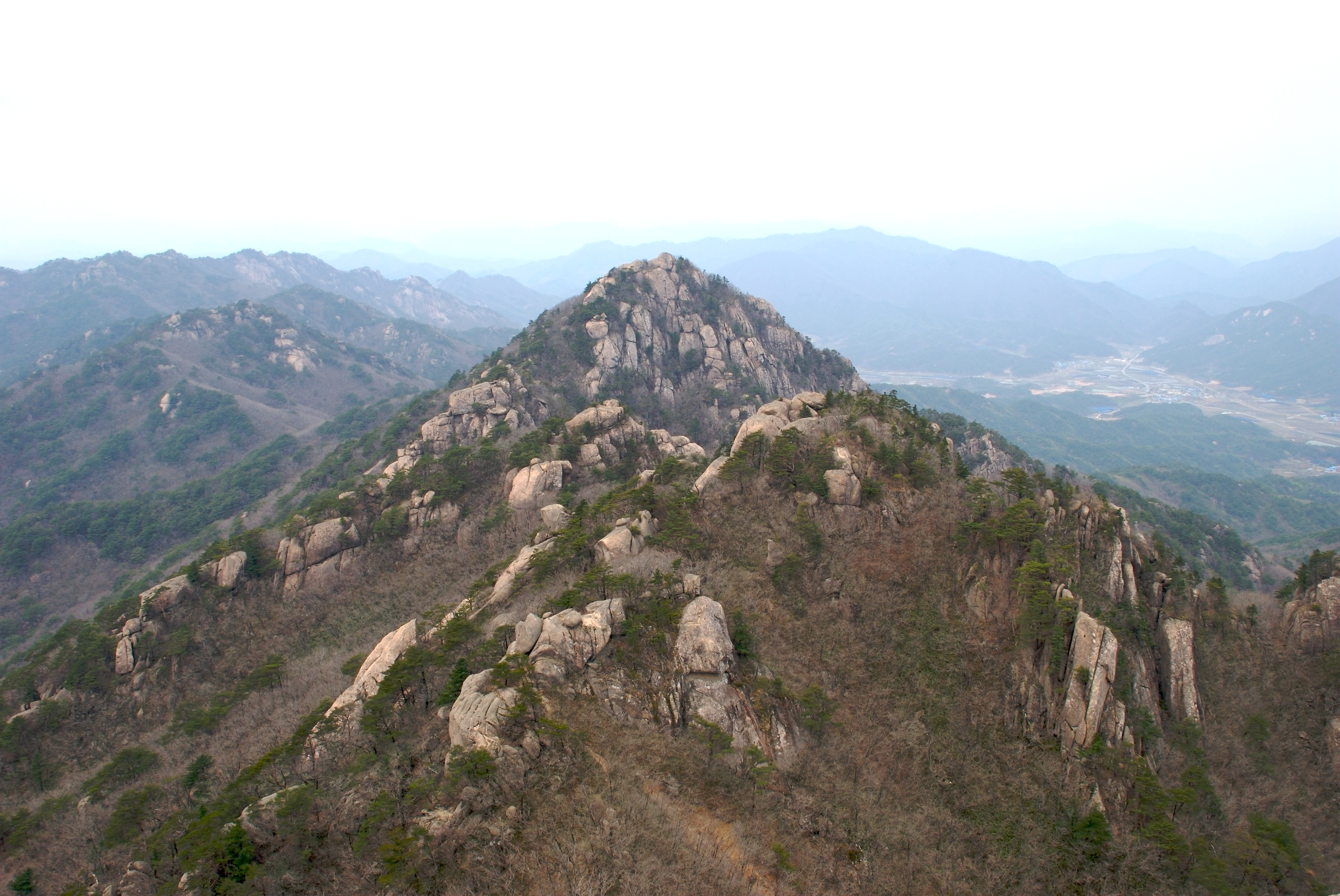